# نابليون رايلي
نابليون رايلي (بالإنجليزية: Napoleon Riley)‏ هو لاعب كرة قدم أمريكية أمريكي، ولد في 22 فبراير 1881 في إلكتون في الولايات المتحدة، وتوفي في 31 أكتوبر 1941 في Fort Sam Houston ‏ في الولايات المتحدة.